# Siikalahti, Sammallampi, Rautalahti
Siikalahti, Sammallampi, Rautalahti este o arie protejată (arie de protecție specială avifaunistică — SPA) din Finlanda întinsă pe o suprafață de 682 ha, integral pe uscat.

## Localizare
Centrul sitului Siikalahti, Sammallampi, Rautalahti este situat la coordonatele 61°33′49″N 29°33′52″E / 61.5636°N 29.5644°E.

## Înființare
Situl Siikalahti, Sammallampi, Rautalahti a fost declarat arie de protecție specială avifaunistică în august 1998 pentru a proteja 69 de specii de animale.

## Biodiversitate
Situată în ecoregiunea boreală, aria protejată nu include niciun habitat protejat.
La baza desemnării sitului se află mai multe specii protejate de  păsări (69): lăcar mare (Acrocephalus arundinaceus), pescăruș albastru (Alcedo atthis), rață sulițar (Anas acuta), gâscă de semănătură (Anser fabalis), fâsă roșiatică (Anthus cervinus), acvilă de munte (Aquila chrysaetos), stârc cenușiu (Ardea cinerea), ciuf de câmp (Asio flammeus), rață-cu-cap-castaniu (Aythya ferina), rața moțată (Aythya fuligula), Aythya marila, cocoșul de mesteacăn (Bonasa bonasia), buhai de baltă (Botaurus stellaris), Branta leucopsis, fugaci roșcat (Calidris ferruginea), fugaci mic (Calidris minuta), bătăuș (Calidris pugnax), fugaci pitic (Calidris temminckii), caprimulg (Caprimulgus europaeus), chirighiță neagră (Chlidonias niger), erete de stuf (Circus aeruginosus), erete vânăt (Circus cyaneus), erete cenușiu (Circus pygargus), cristeiul de câmp (Crex crex), gușă vânătă (Cyanecula svecica), Cygnus columbianus bewickii, lebădă de iarnă (Cygnus cygnus), ciocănitoare neagră (Dryocopus martius), presură de grădină (Emberiza hortulana), șoim de iarnă (Falco columbarius), șoim călător (Falco peregrinus), șoimul rândunelelor (Falco subbuteo), vânturel roșu (Falco tinnunculus), muscar (Ficedula parva), Gallinago media, găinușă de baltă (Gallinula chloropus), cufundar polar (Gavia arctica), ciuvică (Glaucidium passerinum), cocor (Grus grus), codalb (Haliaeetus albicilla), Hydrocoloeus minutus, sfrâncioc roșiatic (Lanius collurio), pescăruș râzător (Larus ridibundus), sitar de mal nordic (Limosa lapponica), sitar de mâl (Limosa limosa), becațină mică (Lymnocryptes minimus), rață pestriță (Mareca strepera), rață neagră (Melanitta nigra), Mergellus albellus, gaia neagră (Milvus migrans), codobatura galbenă (Motacilla flava), pietrar sur (Oenanthe oenanthe), viespar (Pernis apivorus), notatița cu ciocul subțire (Phalaropus lobatus), ciocănitoare de munte (Picoides tridactylus), ciocănitoare verzuie (Picus canus), ploier auriu (Pluvialis apricaria), ploier argintiu (Pluvialis squatarola), corcodel-urechiat (Podiceps auritus), corcodel-cu-gât-roșu (Podiceps grisegena), cresteț pestriț (Porzana porzana), Spatula clypeata, rață cârâitoare (Spatula querquedula), chiră de baltă (Sterna hirundo), Surnia ulula, fluierar negru (Tringa erythropus), fluierar de mlaștină (Tringa glareola), fluierarul cu picioare roșii (Tringa totanus), Zapornia parva.
Pe lângă speciile protejate, pe teritoriul sitului au mai fost identificate 4 specii de plante, 6 specii de păsări, 2 specii de mamifere.